# Gofraid mac Fergusa
Gofraid mac Fergusa a Hebridák és talán a Man-sziget vezetője volt a 9. században.
A Négy mester évkönyvében található egy 839-ből származó, 835-ről szóló bejegyzés, ami a következőt mondja: Gofraid mac Fergusa, Argíalla uralkodója Albába ment, hogy I. Kenneth skót király kérésére kiterjessze Dál Riatát. Nevének első része egy északi nyelv és a gael nyelv keverékeként jött létre. 
Halálának ideje bizonytalan. A krónika 853-ra teszi, mikor őt Gofraid mac Fergusa, toisech Innsi Gallként, az idegenek szigetének uralkodójaként említik, a sziget minden bizonnyal a Hebridák. Egy másik forrás, a Fragmentary Annals of Ireland (Írország töredékes évkönyvei) halálának idejéül 874-et jelöli meg.
Kapcsolata egyéb itt uralkodó főnökökkel bizonytalan, de ő lehet Amlaib Conung, Ímar és Óisle apja.